# Chondrorhyncha andreae
Chondrorhyncha andreae là một loài thực vật có hoa trong họ Lan. Loài này được P.Ortiz mô tả khoa học đầu tiên năm 1994.